# Marco Lucchesi
Marco Americo Lucchesi, född 9 december 1963 i Rio de Janeiro, är en brasiliansk romanförfattare, poet, essäist och översättare. Han är sedan 2011 medlem av Brasilianska Litteraturakademin. Han är född av italienska föräldrar med rötterna i Toscana.

## Biografi

### Studier och tjänster
Lucchesi tog examen i historia vid Universidade Federal Fluminense (UFF), och därefter doktorerade han i litteraturteori vid Universidade Federal do Rio de Janeiro (UFRJ). Han genomförde postdoktoral forskning om renässansens filosofi vid Kölns universitet (Tyskland). Han ägnar sig åt forskning vid Brasiliens statliga råd för forskning och teknologisk utveckling (CNPq) och är gästprofessor vid flera europeiska, asiatiska och latinamerikanska universitet. Bland annat är han professor i jämförande litteraturstudier vid UFRJ och Oswaldo Cruz-stiftelsen.
Vid Brasiliens nationalbibliotek har Lucchesi tidigare arbetat med hanteringen av sällsynta verk. Han var där även verksam som forskare och ansvarade för utgivningen av kataloger och faksimiltryck. Han tjänstgjorde även som curator för bibliotekets utställningar över två av Brasiliens stora författare – Machado de Assis (2008) och Euclides da Cunha (2009). År 2010 var han ansvarig för den stora utställningen i samband med nationalbibliotekets 200-årsjubileum.
Lucchesi är kolumnist på dagstidningen O Globo och bidrar med texter till ett antal olika brasilianska och utländska publikationer. Han har varit redaktör för tidskrifterna Poesia Sempre och Mosaico Italiano. Därefter blev han chef på Revista Brasileira (utgiven av Brasilianska Litteraturakademin) och chefredaktör för tidskriften Tempo Brasileiro.

### Böcker och översättningar
Marco Lucchesi har sedan 1990-talet skrivit ett antal prisbelönta romaner och diktverk. De har översatts till ett antal språk.
Marco Lucchesi arbetar även som översättare och har kännedom om mer än 20 olika språk – västeuropeiska och andra språk. Han har bland annat gjort uppmärksammade översättningar av verk av Rûmî, Chlebnikov, Rilke och Vico.  

## Utmärkelser och utnämningar
Lucchesi har fått motta ett antal olika litterära priser. Han har två gånger erhållit "Prêmio Jabuti" ('Jabutipriset'). För sin samlade poesi mottog han 2008 Prêmio Alceu Amoroso Lima".
3 mars 2011 valdes Marco Lucchesi in i Brasilianska Litteraturakademin, på stol nummer 15.